# تاكاماسا واتاناب
تاكاماسا واتاناب (باليابانية: 渡辺 隆正) (12 مايو 1977 في طوكيو في اليابان – )؛ هو لاعب كرة قدم ياباني سابق كان يلعب كلاعب وسط.

## وصلات خارجية
- تاكاماسا واتاناب على موقع رابطة كرة القدم اليابانية للمحترفين (اليابانية)
- تاكاماسا واتاناب على موقع عالم كرة القدم.نت (الإنجليزية)